# 鲁南乡
鲁南乡，是中华人民共和国四川省凉山彝族自治州会东县曾经下辖的一个乡。

## 行政区划
鲁南乡撤销前下辖以下地区：
老村村、李子树村和亢家村。